# Bill Owen
William John Owen Rowbotham (14 de marzo de 1914 - 12 de julio de 1999), más conocido como Bill Owen, fue un actor y compositor británico.

## Biografía
Nacido en Londres, Inglaterra, debutó en el cine en 1945, aunque no consiguió una fama duradera hasta la década de 1970, cuando hizo el papel protagonista de Compo Simmonite en la sitcom británica Last of the Summer Wine. El personaje de Owen era un desaliñado pensionista de clase trabajadora, a menudo utilizado por los personajes interpretados por Michael Bates, Brian Wilde, Michael Aldridge y Frank Thornton para hacer trabajos sucios, tareas peligrosas y travesuras, mientras que su indomable y dócil amigo Peter Sallis le seguía y observaba con una sonrisa de satisfacción.  Llevaba un sombrero de lana y pasaba gran parte de su tiempo deseando a la trasnochada ama de casa Nora Batty. Como Compo, Owen trabajó junto a muchos coprotagonistas, ya que la serie, iniciada en 1973, se mantuvo en antena hasta el año 2010, convirtiéndose en la serie de humor más longeva de la televisión mundial. Owen llegó a ser un icono, querido por su público y primordial en el éxito del show a lo largo de 27 años. El trío formado por Compo, Clegg y Foggy fue el grupo de personajes con un mayor éxito en el show.
Antes de Last of the Summer Wine, en 1958, Owen presentó durante una temporada el programa musical titulado Dad You're A Square para la cadena Associated Television.
En la década de 1960 Owen tuvo una exitosa segunda ocupación dedicándose a componer canciones, entre ellas el éxito Marianne, grabado por Cliff Richard. En esa época también colaboró con el compositor Tony Russell en el musical The Matchgirls, relativo a la huelga de las cerilleras de 1888. Además, en 1964 trabajó con Spike Milligan en el éxito representado en el West End londinense Son of Oblomov.
Owen fue un activo colaborador del Partido Laborista, en contra de las ideas políticas de Michael Bates, algo que llegó a poner en peligro la producción de Last of the Summer Wine. Además, Owen fue miembro fundador del grupo de opinión Keep Sunday Special y, en 1976 recibió el nombramiento de MBE.
Bill Owen trabajó con regularidad en los primeros filmes de la serie cinematográfica Carry On. También hizo un cameo como Lunt  en Retorno a Brideshead, y trabajó en varias películas de Lindsay Anderson, entre las cuales se encuentran O Lucky Man! (1973) y In Celebration (1974).
Bill Owen siguió trabajando hasta el momento de su fallecimiento, ocurrido a causa de un cáncer de páncreas en Ciudad de Westminster, Londres, el 12 de julio de 1999. Su hijo, el actor Tom Owen, formó parte del reparto de Last of the Summer Wine tras la muerte de su padre. Bill Owen fue enterrado en la Parroquia de St John, en Upperthong, en las cercanías de Holmfirth, localidad en la que se localizaba la serie Last of the Summer Wine.

## Selección de sus papeles televisivos
| Año         | Título                                | Papel              |
| ----------- | ------------------------------------- | ------------------ |
| 1963 a 1964 | Taxi!                                 | Fred Cuddell       |
| 1971        | Coppers End                           | Sargento Sam Short |
| 1973 a 1974 | Whatever Happened to the Likely Lads? | George Chambers    |
| 1973 a 2000 | Last of the Summer Wine               | Compo Simmonite    |

## Filmografía
| - Tank Patrol (1941) (como Bill Rowbottom) - The Way to the Stars (1945) (como Bill Rowbotham) - Perfect Strangers (1945) - School for Secrets (1946) (como Bill Rowbotham) - Dancing with Crime (1947) (como Bill Rowbotham) - Holiday Camp (1947) - When the Bough Breaks (1947) - Daybreak (1948) - Easy Money (1948) - My Brother's Keeper (1948) - Once a Jolly Swagman (1949) - Diamond City (1949) - Trottie True (1949) - Hotel Sahara (1951) - The Story of Robin Hood and His Merrie Men (1952) - The Square Ring (1953) - A Day to Remember (1953) - The Rainbow Jacket (1954) | - The Ship That Died of Shame (1955) - Not So Dusty (1956) - Davy (1957) - Carve Her Name with Pride (1958) - Carry on Sergeant (1958) - Carry on Nurse (1959) - The Shakedown (1959) - The Hellfire Club (1961) - Carry on Regardless (1961) - On the Fiddle (1961) - Carry on Cabby (1963) - The Masque of the Red Death (1964) - Georgy Girl (1966) - The Fighting Prince of Donegal (1966) - O Lucky Man! (1973) - In Celebration (1975) - The Comeback (1978) |